# Ксилазина гидрохлорид
Ксилазина гидрохлорид (Ксиланит, Рометар, Седазин) — лекарственное средство в форме раствора для инъекций, предназначенное для применения животным в качестве седативного, анальгезирующего, анестезирующего и миорелаксирующего средства. По механизму действия является агонистом центральных α2-адренорецепторов, оказывает успокаивающее, миорелаксационное и обезболивающее действие, стимулирует как центральные, так и периферические альфа-рецепторы.
Один из наиболее популярных рекреационных наркотиков в США и Пуэрто-Рико. Используется для разбавления героина и фентанила. Вызывает у потребителей глубокие язвы и инфекции в местах инъекций, а также другие негативные последствия для здоровья.
Состав и форма выпуска. В 1 мл инъекционного раствора содержатся 20 мг ксилазина гидрохлорида и вспомогательные компоненты. Флаконы по 50 мл.

## Фармакологическое действие
В зависимости от употребленной дозы препарат обладает успокаивающим, болеутоляющим, обезболивающим и миорелаксационным действиями. Начало действия наблюдают в зависимости от вида животного и способа введения. После внутримышечного введения через 5-30 минут, при внутривенном введении время сокращается до 1 — 5 минут. Продолжительность успокаивающего действия колеблется у крупного рогатого скота от 30 минут до 5 часов, у лошадей и свободно живущих животных от 30 минут до 1 часа, а у мелких животных 1 — 2 часа. Болеутоляющее действие сохраняется у крупного рогатого скота до 45 минут, у мелких животных 15-30 минут, у лошадей продолжительность изменчива, миорелаксационное действие наступает через 20 — 50 минут. Начало действия характеризуется понижением головы, верхнего века и нижней губы, ослабленной игрой ушей и частичным выпадением пениса, высшая доза содействует уложению животного и наступлению состояния, похожего на сон.

## Показания
Успокоение животных при разных вмешательствах и обработках как, например, подковка, взятие крови, вакцинация, рентгеновское обследование, введение носовых колец, удаление швов, обработка ранений, в том числе обмен повязки, выпадение влагалища и матки, устранение инородного тела после закупорки пищевода у скота, шитье ран, обработка пениса, сосков, катетеризация, обработка глаз и ушей, введение локальной или общей анестезии и т. д.

## Дозы и способ применения
Препарат вводят внутримышечно или внутривенно и можно комбинировать с морфином, кетамином и барбитуратами для усиления его действия.
Крупный рогатый скот. Рометар вводят путём внутримышечной инъекции в дозе 0,05 — 0,3 мг действующего вещества (ксилазина) на 1 кг массы, в зависимости от показаний. При необходимости действие рометара можно усилить или продлить путём вторичного введения. Повторную дозу для усиления действия вводят через 30 — 40 минут после первого применения. Однако общее количество препарата не должно превышать дозу IV.
- Доза I (0,25 мл/100 кг) оказывает заметное седативное действие, вызывает легкое расслабление мышц и умеренную анальгезию. Может применяться для успокоения и при небольших вмешательствах, например, погрузке, смене повязок, искусственном осеменении, репозиции выпадения и скручивания матки, а также для проведения местной и проводниковой анестезии.
- Доза II (0,5 мл/100 кг) вызывает среднюю седатацию, расслабление мышц и анальгезию, которые достаточны для небольших операций на сосках, копытах, а также при закупорке пищевода, продевании носовых колец и т. д. Если нежелательно, чтобы животное лежало, его можно поднять.
- Доза III (1 мл/100 кг) вызывает сильное проявление всех эффектов; может применяться при сложных хирургических вмешательствах, при необходимости с дополнительной местной или проводниковой анестезией, например: ампутации сосков, кастрации, кесаревом сечении в лежачем положении (с релаксацией матки), удалении зубов и т. д. Способность стоять в большинстве случаев не сохраняется. Рекомендуется предварительное голодание.
- Дозу IV (1,5 мл/100 кг) следует вводить лишь в исключительных случаях, после предварительного голодания в течение нескольких часов, при очень болезненных или продолжительных операциях, а также для достижения более длительного периода успокоения и особенно сильной релаксации мышц.

Лошади. Препарат вводят внутривенно в дозе 0,6 — 1,0 мг действующего вещества (ксилазина) на 1 кг массы животного, что соответствует 3 — 5 мл/100 кг массы. В зависимости от дозы проявляется легкое или сильное седативное действие с различной, индивидуально выраженной анальгезией, а также выраженная мышечная релаксация с сохранением способности животного стоять, что достаточно для погрузки животных, подковывания, исследований, обработки ран, родовспоможения, при очень болезненных вмешательствах.
Собаки. При манипуляциях, не вызывающих сильную болевую реакцию (перевязки, клиническое обследование, удаление зубного камня и т. п.), рометар назначают внутримышечно в дозе I — 3 мг действующего вещества (ксилазина) на 1 кг массы животного, что составляет 0,5 −1,5 мл рометара на 10 кг массы животного. При процедурах и операциях, связанных с сильной болевой реакцией, рометар применяют собакам в комбинации с другими анестезирующими и анальгезирующими средствами, согласно наставлениям по их применению.
Кошки. При манипуляциях, не вызывающих сильной болевой реакции (рентгенография, удаление зубного камня и т. п.), проведении местной анестезии и наркоза препарат вводят внутримышечно или подкожно в дозе 2 — 4 мг действующего вещества (ксилазина) на 1 кг массы животного, что составляет 0,1 — 0,2 мл на 1 кг живой массы. При операциях, вызывающих сильную болевую реакцию, рометар применяют в комбинации с другими анестезирующими средствами, согласно наставлениям по их применению.
Для щенков и котят дозу увеличивают в полтора-два раза. Это связано с более интенсивным уровнем обменных процессов у молодых животных.
Антидотом ксилазина является антагонил. Обычно через 2—5 мин. после внутривенного введения препарата в дозе 0,2-0,3 мг/кг отмечается пробуждение животного, восстановление мышечного тонуса, что проявляется в двигательной активности.

## Побочные действия
Угнетение дыхания, сердечной деятельности, понижение температуры тела, тошнота, рвота.

## Противопоказания
Поздние сроки беременности, заворот желудка и закупорка пищевода у собак.

## Особые указания
Срок каренции - 3 дня.
Убой животных на мясо после применения рометара разрешается через 3 дня. В течение 3 дней после введения дойным животным рометара запрещается применять молоко для пищевых целей.

## Использование в качестве наркотика
С начала 2000ых годов, ксилазин пользуется растущей популярностью в США и Пуэрто-Рико в качестве рекреационного наркотика. Он известен под сленговыми названиями "конский анальгетик", "транк" и "наркотик зомби". Поскольку эффекты от употребления ксилазина сложноотличимы от эффектов героина и других наркотиков опиоидной группы, наркоторговцы часто разбавляют им более дорогие и сложные к покупке опиоиды, а также их смеси с кокаином (спидбол).
За девять лет с 2010 до 2019 года доля смертей в Филадельфии, вызванных употреблением героина или фентанила, при исследовании причин которых в крови умерших также был обнаружен ксилазин, возросла с 3 до 28%. В штате Мэриленд, при исследовании игл, полученных от наркопотребителей в рамках программ обмена их на чистые, в период с ноября 2021 до августа 2022, около 80% игл, содержавших следы фентанила, также несли на себе ксилазин. Среди фентанила, который удалось перехватить Управлению по борьбе с наркотиками Министерства юстиции США в 2022 году, около 7% таблеток и 23% порошка наркотика были разбавлены ксилазином.
Использование ксилазина в смеси с опиодами увеличивает смертность потребителей смеси, а характерный для ксилазина синдром отмены затрудняет их лечение. В апреле 2023 года президентская администрация Джо Байдена официально объявила фентанил, смешанный с ксилазином, растущей наркотической угрозой для нации, что стало первым случаем использования такой терминологии.  По сообщению Рауля Гупты, главы Управления национальной политики контроля над наркотиками (подразделения Исполнительного офиса президента США), ксилазин стал наиболее смертоносной наркотической угрозой, с которой когда бы то ни было сталкивались США. Употребление ксилизина пока не распространилось слишком-то широко - первая смерть от последствий его употребления за пределами США была зафиксирована 22 мая 2023 года в британском городе Солихалл, - но ожидается, что наркотик будет распространяться по территории Европы по мере того, как доступ к опиоидам из Афганистана затруднится в связи с установлением там власти талибов.
Регулярное употребление ксилазина вместе с опиоидами ведет к появлению абсцессов, изъязвлению кожи, иногда вплоть до некроза и формирования болезненных струпьев. Чередование гипертензии и гипотензии, брадикардия и подавление функции дыхания, являющиеся характерными эффектами такого наркопотребления, затрудняют снабжение кожи кислородом, что и является основной причиной формирования язв, замедления заживания ран и инфицирования пораженных участков кожи. Язвы, вызванные употреблением ксилазина, гноятся и обладают характерным запахом. Известны случаи, когда пораженные из-за употребления ксилазина части тела приходилось ампутировать.
Индивидуальная чувствительность к ксилазину варьируется в широких пределах, и смертельная доза наркотика составляет от 40 до 2400 миллиграмм. Смерть наступает из-за снижения кровяного давления и подавления дыхательной функции. Специфических антидотов для ксилазина не существует. Поскольку ксилазин —- не опиоид, налоксон не может использоваться в качестве антидота, однако применение антагониста опиоидных рецепторов все еще рекомендуется в США при передозировках, так как ксилазин в подавляющем большинстве случаев используется в смеси с опиоидами. Специфических методов выявления ксилазина в кровотоке также не разработано, его наличие обнаруживается спектрофотометрией. При употреблении в ветеринарных целях, в качестве антидота от ксилазина могут использоваться атипамезол, 4-аминопиридин и доксапрам, но для употребления на людях они не показаны.